# Штіллерівка
Шті́ллерівка — місцевість у Личаківському районі міста Львова. Знаходиться між вулицями Руставелі, Скельна, площею Петрушевича, Самійленка, Черешнева, Олени Пчілки. 

## Історія
Назва місцевості Штіллерівка походить від прізвища власника цегельні пана Штіллера, що розташовувалася неподалік, під горою Яцка. Підприємство Штіллера існувало ще у XIX столітті. На Галицькій крайовій виставці цегельня Штіллера була представлена власним павільйоном.
З непарного боку вулиці Святого Яцка територія, що колись належала австрійському військовому відомству, у 1920—1930-х роках була забудована віллами для польських офіцерів та урядовців. Тоді ж прокладено вулиці Офіцерську, Черешневу, Стшалковської.